# Torre del Gallo (Taranto)
Torre del Gallo è sita nel centro storico di Taranto. Si tratta di una torre di difesa cittadina sita in postierla di S. Cosimo, in via di Mezzo. Non è noto quando questa torre fu costruita (assieme ad un'altra struttura vicina chiamata Torre del Cane). Sappiamo, però, che a seguito della guerra greco-gotica e della conquista di Totila del 549, questi avrebbe potenziato le antiche torre del Cane e del Gallo. Di base quadrangolare, la struttura è ancora visibile benché priva di merlatura. Secondo un'antica leggenda, il re ostrogoto avrebbe nascosto qui il suo tesoro a seguito dell'abbandono della città.